# Cratere Chopin
Chopin è un cratere d'impatto presente sulla superficie di Mercurio, a 65,5° di latitudine sud e 123,51° di longitudine ovest. Il suo diametro è pari a 131 km.
Il cratere è dedicato al compositore polacco Fryderyk Chopin.